# Leo Bertos
Leonida Christos „Leo” Bertos (ur. 20 grudnia 1981 w Wellington) – nowozelandzki piłkarz i trener, reprezentant kraju grający na pozycji pomocnika.

## Kariera piłkarska
Bertos przygodę z futbolem rozpoczął w Wellington Olympic. Od 2001 występował na angielskich boiskach, gdzie został piłkarzem Barnsley. Przez dwa lata gry dla tego zespołu rozegrał tylko 12 spotkań. W 2003 przeszedł do Rochdale. W barwach tej drużyny na poziomie League Two zagrał łącznie 82 spotkania, w których 13 razy wpisał się na listę strzelców. Pierwszą część sezonu 2005/06 spędził w Chester City, rundę wiosenną rozegrał w York City.
W 2006 podpisał kontrakt z Perth Glory z Australii. Po dwóch latach gry powrócił do Nowej Zelandii, zostając piłkarzem Wellington Phoenix. W drużynie z rodzinnego miasta spędził łącznie 6 lat. Dla Phoenix zagrał 127 spotkań, w których strzelił 9 bramek. W 2014 wyjechał do Indii, gdzie do 2015 reprezentował barwy Kingfisher East Bengal FC. W międzyczasie został wypożyczony do NorthEast United FC. Po rocznej przerwie powrócił do Australii, konkretnie do zespołu Newcastle Olympic FC. Jako piłkarz tej drużyny zakończył w 2018 karierę piłkarską.
| Sezon   | Klub                      | Kraj          | Rozgrywki                          | Mecze | Bramki |
| ------- | ------------------------- | ------------- | ---------------------------------- | ----- | ------ |
| 1999    | Wellington Olympic        | Nowa Zelandia | New Zealand National Soccer League | 16    | 1      |
| 2000    | Wellington Olympic        | Nowa Zelandia | New Zealand National Soccer League | 19    | 3      |
| 2000/01 | Barnsley                  | Anglia        | Championship                       | 2     | 0      |
| 2001/02 | Barnsley                  | Anglia        | Championship                       | 4     | 0      |
| 2002/03 | Barnsley                  | Anglia        | League One                         | 6     | 1      |
| 2003/04 | Rochdale                  | Anglia        | League Two                         | 40    | 9      |
| 2004/05 | Rochdale                  | Anglia        | League Two                         | 42    | 4      |
| 2005/06 | Chester City              | Anglia        | League Two                         | 5     | 0      |
| 2005/06 | York City                 | Anglia        | Conference National                | 4     | 0      |
| 2006/07 | Perth Glory               | Australia     | A-League                           | 21    | 0      |
| 2007/08 | Perth Glory               | Australia     | A-League                           | 14    | 1      |
| 2008/09 | Wellington Phoenix        | Nowa Zelandia | A-League                           | 16    | 2      |
| 2009/10 | Wellington Phoenix        | Nowa Zelandia | A-League                           | 27    | 2      |
| 2010/11 | Wellington Phoenix        | Nowa Zelandia | A-League                           | 22    | 3      |
| 2011/12 | Wellington Phoenix        | Nowa Zelandia | A-League                           | 26    | 1      |
| 2012/13 | Wellington Phoenix        | Nowa Zelandia | A-League                           | 24    | 0      |
| 2013/14 | Wellington Phoenix        | Nowa Zelandia | A-League                           | 7     | 1      |
| 2014/15 | Kingfisher East Bengal FC | Indie         | Indian Super League                | 11    | 0      |
| 2014/15 | NorthEast United FC       | Indie         | Indian Super League                | 4     | 0      |
| 2015    | Newcastle Olympic FC      | Australia     | National Premier Leagues           |       |        |
| 2016    | Newcastle Olympic FC      | Australia     | National Premier Leagues           | 20    | 5      |
| 2017    | Newcastle Olympic FC      | Australia     | National Premier Leagues           | 4     | 0      |
| 2018    | Newcastle Olympic FC      | Australia     | National Premier Leagues           | 16    | 4      |

## Kariera reprezentacyjna
Bertos w pierwszej reprezentacji zadebiutował 12 października 2003 w meczu przeciwko reprezentacji Iranu, przegranym 0:3. Rok później wziął udział w Pucharze Narodów Oceanii, podczas którego Nowa Zelandia zajęła 3. miejsce. Bertos zagrał w pięciu spotkaniach turnieju z Australią, Wyspami Salomona, Vanuatu, Tahiti i Fidżi. Cztery lata później reprezentacja Nowej Zelandii wygrała Puchar Oceanii.
Był także w kadrze na Puchar Konfederacji 2009, podczas którego zagrał w trzech spotkaniach z Południową Afryką, Hiszpanią i Irakiem.
Dzięki udanym eliminacjom Nowa Zelandia po raz drugi w historii zagrała na Mistrzostwach Świata. Podczas turnieju Bertos zagrał w trzech meczach fazy grupowej przeciwko reprezentacjom Słowacji, Włoch oraz Paragwaju.
Ostatnim wielkim turniejem w jego przygodzie z reprezentacją był Puchar Narodów Oceanii 2012. Podczas pucharu w 2012 zagrał w trzech spotkaniach. Po raz ostatni w drużynie narodowej wystąpił 13 listopada 2013 w meczu przeciwko Meksykowi, przegranym 1:5. Łącznie Leo Bertos w latach 2003–2013 wystąpił w 56 spotkaniach reprezentacji Nowej Zelandii.
W 2014 trzykrotnie zagrał w meczach reprezentacji Nowej Zelandii w piłce nożnej plażowej, w których raz się wpisał na listę strzelców.
| Mecze i gole w reprezentacji | Mecze i gole w reprezentacji | Mecze i gole w reprezentacji | Mecze i gole w reprezentacji | Mecze i gole w reprezentacji | Mecze i gole w reprezentacji | Mecze i gole w reprezentacji |
| #                            | Data                         | Miasto                       | Przeciwnik                   | Gol                          | Wynik                        | Rozgrywki                    |
| ---------------------------- | ---------------------------- | ---------------------------- | ---------------------------- | ---------------------------- | ---------------------------- | ---------------------------- |
| 1.                           | 12.10.2003                   | Teheran                      | Iran                         |                              | 0:3                          | AFC–OFC Challenge Cup        |
| 2.                           | 29.05.2004                   | Adelajda                     | Australia                    |                              | 0:1                          | Puchar Narodów Oceanii 2004  |
| 3.                           | 31.05.2004                   | Adelajda                     | Wyspy Salomona               |                              | 3:0                          | Puchar Narodów Oceanii 2004  |
| 4.                           | 02.06.2004                   | Adelajda                     | Vanuatu                      |                              | 2:4                          | Puchar Narodów Oceanii 2004  |
| 5.                           | 04.06.2004                   | Adelajda                     | Tahiti                       |                              | 10:0                         | Puchar Narodów Oceanii 2004  |
| 6.                           | 06.06.2004                   | Adelajda                     | Fidżi                        |                              | 2:0                          | Puchar Narodów Oceanii 2004  |
| 7.                           | 09.06.2005                   | Londyn                       | Australia                    |                              | 0:1                          | towarzyski                   |
| 8.                           | 19.02.2006                   | Christchurch                 | Malezja                      |                              | 1:0                          | towarzyski                   |
| 9.                           | 23.02.2006                   | Auckland                     | Malezja                      |                              | 2:1                          | towarzyski                   |
| 10.                          | 25.04.2006                   | Rancagua                     | Chile                        |                              | 1:4                          | towarzyski                   |
| 11.                          | 27.04.2006                   | Santiago                     | Chile                        |                              | 0:1                          | towarzyski                   |
| 12.                          | 24.05.2006                   | Budapeszt                    | Węgry                        |                              | 0:2                          | towarzyski                   |
| 13.                          | 27.05.2006                   | Altenkirchen                 | Gruzja                       |                              | 3:1                          | towarzyski                   |
| 14.                          | 31.05.2006                   | Tallinn                      | Estonia                      |                              | 1:1                          | towarzyski                   |
| 15.                          | 04.06.2006                   | Genewa                       | Brazylia                     |                              | 0:4                          | towarzyski                   |
| 16.                          | 24.03.2007                   | San José                     | Kostaryka                    |                              | 0:4                          | towarzyski                   |
| 17.                          | 28.03.2007                   | Maracaibo                    | Wenezuela                    |                              | 0:5                          | towarzyski                   |
| 18.                          | 26.05.2007                   | Wrexham                      | Walia                        |                              | 2:2                          | towarzyski                   |
| 19.                          | 17.10.2007                   | Lautoka                      | Fidżi                        |                              | 2:0                          | Puchar Narodów Oceanii 2008  |
| 20.                          | 09.06.2007                   | Port Vila                    | Vanuatu                      |                              | 2:1                          | Puchar Narodów Oceanii 2008  |
| 21.                          | 16.08.2007                   | Wellington                   | Vanuatu                      |                              | 4:1                          | Puchar Narodów Oceanii 2008  |
| 22.                          | 19.11.2008                   | Lautoka                      | Fidżi                        |                              | 0:2                          | Puchar Narodów Oceanii 2008  |
| 23.                          | 03.06.2009                   | Dar es Salaam                | Tanzania                     |                              | 1:2                          | towarzyski                   |
| 24.                          | 10.06.2009                   | Pretoria                     | Włochy                       |                              | 3:4                          | towarzyski                   |
| 25.                          | 14.06.2009                   | Rustenburg                   | Hiszpania                    |                              | 0:5                          | PK 2009                      |
| 26.                          | 17.06.2009                   | Rustenburg                   | Południowa Afryka            |                              | 0:2                          | PK 2009                      |
| 27.                          | 20.06.2009                   | Johannesburg                 | Irak                         |                              | 0:0                          | PK 2009                      |
| 28.                          | 09.09.2009                   | Amman                        | Jordania                     |                              | 3:1                          | towarzyski                   |
| 29.                          | 10.10.2009                   | Ar-Rifa                      | Bahamy                       |                              | 0:0                          | El. MŚ 2010                  |
| 30.                          | 14.11.2009                   | Wellington                   | Bahamy                       |                              | 1:0                          | El. MŚ 2010                  |
| 31.                          | 03.03.2010                   | Pasadena                     | Meksyk                       |                              | 0:2                          | towarzyski                   |
| 32.                          | 24.05.2010                   | Melbourne                    | Australia                    |                              | 1:2                          | towarzyski                   |
| 33.                          | 29.05.2010                   | Klagenfurt                   | Serbia                       |                              | 1:0                          | towarzyski                   |
| 34.                          | 04.06.2010                   | Maribor                      | Słowenia                     |                              | 1:3                          | towarzyski                   |
| 35.                          | 15.06.2010                   | Rustenburg                   | Słowacja                     |                              | 1:1                          | MŚ 2010                      |
| 36.                          | 20.06.2010                   | Nelspruit                    | Włochy                       |                              | 1:1                          | MŚ 2010                      |
| 37.                          | 24.06.2010                   | Polokwane                    | Paragwaj                     |                              | 0:0                          | MŚ 2010                      |
| 38.                          | 09.10.2010                   | Auckland                     | Honduras                     |                              | 1:1                          | towarzyski                   |
| 39.                          | 12.10.2010                   | Wellington                   | Paragwaj                     |                              | 0:2                          | towarzyski                   |
| 40.                          | 29.02.2012                   | Auckland                     | Jamajka                      |                              | 2:3                          | towarzyski                   |
| 41.                          | 23.05.2012                   | Houston                      | Salwador                     |                              | 2:2                          | towarzyski                   |
| 42.                          | 26.05.2012                   | Dallas                       | Honduras                     |                              | 1:0                          | towarzyski                   |
| 43.                          | 02.06.2012                   | Honiara                      | Fidżi                        |                              | 1:0                          | Puchar Narodów Oceanii 2012  |
| 44.                          | 06.06.2012                   | Honiara                      | Wyspy Salomona               |                              | 1:1                          | Puchar Narodów Oceanii 2012  |
| 45.                          | 08.06.2012                   | Honiara                      | Nowa Kaledonia               |                              | 0:2                          | Puchar Narodów Oceanii 2012  |
| 46.                          | 07.09.2012                   | Numea                        | Nowa Kaledonia               |                              | 2:0                          | El. MŚ 2014                  |
| 47.                          | 11.09.2012                   | Auckland                     | Wyspy Salomona               |                              | 6:1                          | El. MŚ 2014                  |
| 48.                          | 16.10.2012                   | Papeete                      | Tahiti                       |                              | 2:0                          | El. MŚ 2014                  |
| 49.                          | 19.10.2012                   | Christchurch                 | Tahiti                       |                              | 3:0                          | El. MŚ 2014                  |
| 50.                          | 14.11.2012                   | Szanghaj                     | Chiny                        |                              | 1:1                          | towarzyski                   |
| 51.                          | 22.03.2013                   | Dunedin                      | Nowa Kaledonia               |                              | 2:1                          | El. MŚ 2014                  |
| 52.                          | 26.03.2013                   | Honiara                      | Wyspy Salomona               |                              | 2:0                          | El. MŚ 2014                  |
| 53.                          | 05.09.2013                   | Rijad                        | Arabia Saudyjska             |                              | 1:0                          | towarzyski                   |
| 54.                          | 09.09.2013                   | Rijad                        | Zjednoczone Emiraty Arabskie |                              | 0:2                          | towarzyski                   |
| 55.                          | 15.10.2013                   | Port-of-Spain                | Trynidad i Tobago            |                              | 0:0                          | towarzyski                   |
| 56.                          | 13.11.2013                   | Meksyk                       | Meksyk                       |                              | 1:5                          | El. MŚ 2014                  |

## Sukcesy
Nowa Zelandia
- Puchar Narodów Oceanii: 1. miejsce (2008), 3. miejsce (2004, 2012)